# Lepeophtheirus longiabdominis
Lepeophtheirus longiabdominis is een eenoogkreeftjessoort uit de familie van de Caligidae. De wetenschappelijke naam van de soort is voor het eerst geldig gepubliceerd in 1961 door Sueo M. Shiino.